# Wish You Were Dead (singolo)
Wish You Were Dead è un brano del gruppo musicale statunitense Overkill. 
Si tratta del secondo singolo proveniente dall'album The Electric Age del 2012, ed è stato reso disponibile su iTunes in formato digitale a partire dal 6 marzo 2012.

## Tracce
1. Wish You Were Dead – 4:19

## Formazione
- Bobby "Blitz" Ellsworth - voce
- Dave Linsk - chitarra
- Derek "The Skull" Tailer - chitarra
- D.D. Verni - basso
- Ron Lipnicki - batteria